# Gants Hill (London Underground)

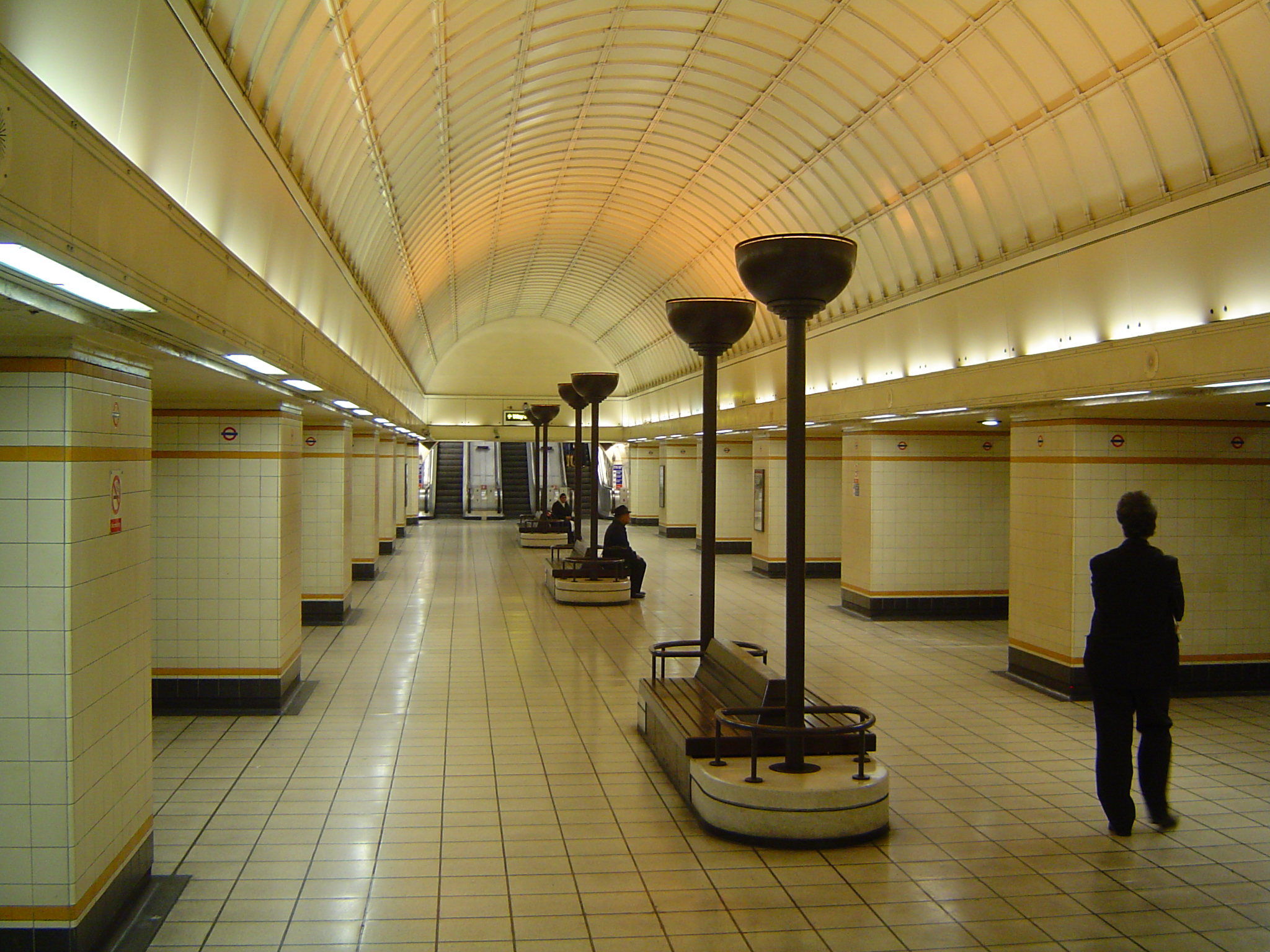
Die Verteilerebene ist den Stationen der Metro Moskau nachempfunden

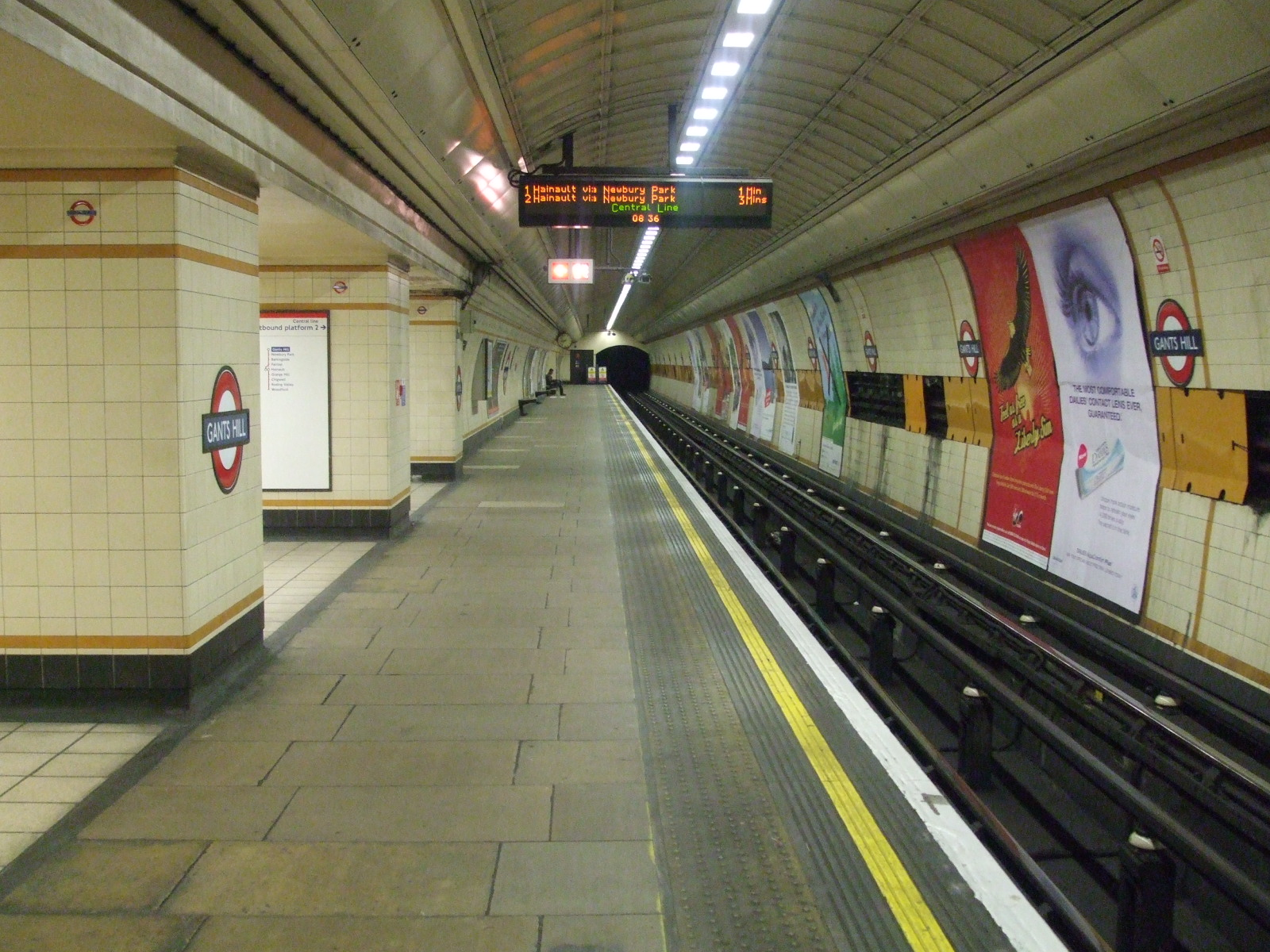
Bahnsteig in Richtung Norden

Gants Hill ist eine unterirdische Station der London Underground im Stadtbezirk London Borough of Redbridge. Sie liegt in der Travelcard-Tarifzone 4 an der Kreuzung von fünf bedeutenden Hauptstraßen. Im Jahr 2014 nutzten 6,56 Millionen Fahrgäste diese von der Central Line bediente Station.
Die Bauarbeiten an der Station begannen Ende der 1930er Jahre, mussten aber wegen des Zweiten Weltkriegs unterbrochen werden. Der bereits fertiggestellte Tunnel zwischen Leytonstone und Newbury Park diente einige Jahre lang als unterirdische Fabrik für Flugzeugteile des Plessey-Konzerns; eine Güterbahn mit einer Spurweite von 457 mm verband die einzelnen Abteilungen miteinander. Nach Kriegsende entfernte man die Fabrikationsanlagen und setzte den Bau der U-Bahn-Strecke fort. Die Station mit dem von Charles Holden entworfenen Eingangsgebäude wurde am 14. Dezember 1947 eröffnet.
Das Gebäude liegt inmitten des Kreisverkehrs und ist nur durch eine Fußgängerunterführung erreichbar. Die einzigen von außen sichtbaren Elemente sind die Underground-Logos an den Eingängen zur Unterführung sowie (knapp über dem Boden) die Fenster der Schalterhalle. Die Verteilerebene mit der Wandverkleidung aus Stein und dem Tonnengewölbe sind von ähnlichen Stationen der Metro Moskau inspiriert.